# Тост (сандвич)
Тостът е сандвич, състоящ се от две тънки филии хляб, между които се разпределят желани хранителни продукти. Приготвя се чрез тост-преса или сандвич-тостер. Среща се в различна форма, нерядко и в продълговата. Обикновено върху горната филия се нанася масло, майонеза, крема сирене или друг продукт за мазане, като при желание може да се положат резени от краставици, домати и други зеленчуци.
Произходът му може да бъде проследе Тук 
От Би Би Си обявяват сандвича за „най-евтина храна на Великобритания“. Джон Емсли от Британското кралско химично дружество споделя, че тостът не само би могъл да спести ненужни калории, но и парични средства предвид това, че един такъв сандвич е достатъчен.